# Tenante (heráldica)

Escudo de Surinam.

Escudo de Río Grande del Norte (Brasil).

Escudo de España.

Tenante es cada una de las esculturas que sujetan o acompañan los emblemas o escudos situados, en partes arquitectónicas de edificios exteriores como portadas o ventanas, así como también en los sepulcros.
En heráldica, los tenantes son figuras humanas, de animales, o arquitectónicas, que acompañan a cada lado del escudo de armas con la acción de sustentación. Aquellos que se componen de figuras de animales (reales o imaginarios) se denominan soportes, mientras las figuras de vegetales y objetos inanimados reciben el nombre de sostenes.
A menudo, los tenantes pueden tener una importancia local, como figuras de pescadores, sirenas, campesinos o indígenas, como en el caso del escudo de Surinam, donde representan a los antiguos pobladores del país; cuando son soportes pueden tener un vínculo histórico, como el león y el unicornio del escudo de Escocia a partir de 1603, fecha en que se produjo la unión dinástica con Inglaterra y las armas escocesas empezaron a aparecer junto a las inglesas; en caso de ser sostenes pueden representar características propias de la región a la cual pertenecen, como los árboles del escudo del estado de Río Grande del Norte en Brasil, o las dos columnas de Hércules que sostienen el escudo de España.